# Амалия Олденбургска
Амалия Олденбургска или Амалия Мария Фридерика (на немски: Amalie Marie Friederike, Herzogin von Oldenburg, на гръцки: Αμαλία, Βασίλισσα της Ελλάδος; * 21 декември 1818 в Олденбург; † 20 май 1875 в Бамберг) става чрез женитба принцеса на Бавария и кралица на Гърция (1836 – 1862).

## Биография

### Произход
Амалия е дъщеря на великия херцог Паул Фридрих Август фон Олденбург (1783 – 1853)) и неговата първа съпруга – принцеса Аделхайд фон Анхалт-Бернбург-Шаумбург-Хойм (1800 – 1820). Амалия е по рождение херцогиня на Олденбург.

### Брак с Отон I
Амалия се омъжва на 22 ноември 1836 г. в Олденбург за крал Отон I (от Вителсбахите), син на баварския крал Лудвиг I и принцеса Тереза Сакс-Хилдбургхаузен. Бракът остава бездетен. Отон I е крал на Гърция от 1835 до 1867 г.
Кралица Амалия прави планирането и направата на дворцовата градина в Атина (от 1974 г. Национална градина). Нейните главни интереси са земеделието.
Политическа съпротива задължава Амалия и нейния съпруг да напуснат Гърция през 1862 г. и да живеят в изгнание в родината на Отон.

### Смърт
Амалия умира през 1875 г. на 56 години в Бамберг. Погребана в гробницата на църквата Театинеркирхе в Мюнхен.
Тя посочва за наследник на голямото ѝ състояние сестра си Фридерика фон Вашингтон. В Гърция е наричана „красивата Амалия“. Гъркините, които живеели още в турски територии, се обличали предизвикателно като нея и я имитирали.